# 広島県道186号新市三次線
広島県道186号新市三次線（ひろしまけんどう186ごう しんいちみよしせん）は、広島県庄原市から三次市に至る一般県道である。

## 概要
庄原市高野町新市から三次市西河内町に至る。

### 路線データ
- 起点：庄原市高野町新市（国道432号交点、広島県道39号三次高野線・広島県道467号庄原新市線終点）
- 終点：三次市西河内町（広島県道39号三次高野線交点）
- 総延長：約27.1 km

## 路線状況
広島県道62号庄原作木線以北（庄原市高野町新市 - 庄原市口和町向泉間）は狭い山道が続くため接続する県道にある案内標識は行き先を一切消している。
また、庄原市高野町奥門田・金尾峠 - 庄原市口和町宮内間約4 kmは冬期通行不能区間（期間は12月15日 - 翌年3月15日の3ヶ月間）になっているが、かつては中国放送などの夕方のローカルテレビニュース番組が通行不能解除前の除雪作業を毎年報じていた。

### 重複区間
- 広島県道62号庄原作木線（庄原市口和町向泉 - 庄原市口和町永田・永田交差点）

## 地理

### 通過する自治体
- 庄原市
- 三次市

### 交差する道路
| 交差する道路                                             | 市町村名 | 交差する場所                   | 交差する場所 |
| -------------------------------------------------------- | -------- | ------------------------------ | ------------ |
| 国道432号 広島県道39号三次高野線 広島県道467号庄原新市線 | 庄原市   | 高野町新市                     | 起点         |
| 広島県道62号庄原作木線 重複区間起点                      | 庄原市   | 口和町向泉                     |              |
| 広島県道62号庄原作木線 重複区間終点                      | 庄原市   | 口和町永田                     | 永田交差点   |
| 広島県道455号金田平和線                                  | 庄原市   | 口和町金田（きんで）           |              |
| 広島県道435号木呂田本郷線                                | 三次市   | 君田町東入君（ひがしいりぎみ） |              |
| 広島県道433号穴笠三次線未供用                            | 三次市   | 西河内町                       |              |
| 広島県道39号三次高野線                                   | 三次市   | 西河内町                       | 終点         |

### 沿線
- 口南郵便局

### 峠
- 金尾峠（庄原市）